# Josefina Salgado
Josefina Salgado (ur. 16 marca 1946 w Ourense, zm. 4 czerwca 1989 w Madrycie) – hiszpańska lekkoatletka, sprinterka,  medalistka igrzysk śródziemnomorskich.

## Kariera sportowa
Specjalizowała się w biegu na 400 metrów, choć sukcesy odnosiła również w innych konkurencjach lekkoatletycznych. Wystąpiła w biegu na 400 metrów na europejskich igrzyskach halowych w 1968 w Madrycie, ale odpadła w eliminacjach.
Jako pierwsza hiszpańska lekkoatletka wzięła udział w mistrzostwach Europy. Odpadła w eliminacjach biegu na 400 metrów na mistrzostwach Europy w 1971 w Helsinkach. Zdobyła brązowy medal w tej konkurencji na igrzyskach śródziemnomorskich w 1971 w Izmirze, przegrywając jedynie z Colette Besson z Francji i Donatą Govoni z Włoch.  Odpadła w eliminacjach biegu na 400 metrów na halowych mistrzostwach Europy w 1973 w Rotterdamie.
Była mistrzynią Hiszpanii w biegu na 200 metrów w 1970, 1971 i 1974, w biegu na 400 metrów w latach 1966–1968, 1970, 1971 i 1973, w biegu na 800 metrów w 1967 i 1973 oraz w skoku w dal w 1974. W hali była mistrzynią Hiszpanii w biegu na 400 metrów w 1968 i w biegu na 800 metrów w 1973.
Wielokrotnie poprawiała rekord Hiszpanii w biegu na 400 metrów, doprowadzając go do wyniku 54,6 s, uzyskanego 1 lipca 1973 w Rijece. 15 lipca 1973 w Barcelonie uzyskała na tym dystansie czas 54,1 s, taki sam jak zwyciężczyni Rosa Colorado, która odebrała jej rekord Hiszpanii. Salgado była również rekordzistką swego kraju w biegu na 200 metrów (24,6 s, 24 czerwca 1973 w Madrycie), w biegu na 800 metrów (2:12,9, 19 maja 1968 w Barcelonie), w biegu na 400 metrów przez płotki (1:04,7, 31 października 1973 w Madrycie), pięciokrotnie w sztafecie 4 × 400 metrów do czasu 3:43,2 (1 lipca 1973 w Rijece) oraz w sztafecie 3 × 800 metrów (7:22,6 w 1968). Kilkakrotnie poprawiała halowy rekord Hiszpanii w biegu na 400 metrów do czasu 55,9 s (3 marca 1973 w Madrycie).
Rekordy życiowe:
- bieg na 400 metrów – 54,1 (15 lipca 1973, Barcelona)
- bieg na 800 metrów – 2:09,96 (5 sierpnia 1972, Londyn)

Zmarła w 1989 na raka sutka.